# Station Pawonków
Station Pawonków is een spoorwegstation in de Poolse plaats Pawonków.